# チャレンジャー (旅客列車)
チャレンジャー(Challenger)は107.108列車として、1936年から1971年までユニオン・パシフィック鉄道(Union Pacific Railroad)が、シカゴ・ノース・ウェスタン鉄道(Chicago and North Western Railway)と提携して、イリノイ州シカゴ(Chicago, Illinois)とカリフォルニア州ロサンゼルス(Los Angeles, California)間を運行した代表的な大陸横断の旅客列車。

## 概要
チャレンジャー(Challenger)は同社のシティ・オブ・ロサンゼルス(City of Los Angeles)が寝台車を中心とした編成に対し、座席車中心の低運賃の列車として運行された。1955年以降はシカゴ・ノース・ウェスタン鉄道(Chicago and North Western Railway)に代わり、ミルウォーキー鉄道（Chicago, Milwaukee, St. Paul and Pacific Railroad、略称CMSP&P RR）と提携しシカゴ - オマハ間を運行、同社のミッド・ウェスト・ハイアワサ(Midwest Hiawatha)と統合・運転された。
鉄道旅客の減少により、1956年以降は、閑散期の運行をシティ・オブ・ロサンゼルス(City of Los Angeles)と統合した。1971年には、全米鉄道旅客輸送公社・アムトラック(National Railroad Passenger Corporation)の発足により、運行を終了した。

## 歴史

### 年表
- 1936年: シカゴ・ロサンゼルス間運行開始
- 1936年: サンフランシスコ・チャレンジャー(San Francisco Challenger)運行開始
- 1947年: サンフランシスコ・チャレンジャー(San Francisco Challenger)、ゴールド・コースト(Gold Coast)に統合
- 1955年: シカゴ・オマハ間、ミルウォーキー鉄道経由に変更。同区間はミッド・ウェスト・ハイアワサ(Midwest Hiawatha)と統合。それに伴いシカゴでの発着駅がノース・ウエスタン駅(North Western Terminal)からユニオン駅(Union Station)に変更。
- 1956年: 閑散期の運行をシティ・オブ・ロサンゼルス(City of Los Angeles)と統合
- 1960年: シカゴ・ユタ州オグデン間の運行をシティ・オブ・サンフランシスコ(City of San Francisco）と統合
- 1969年: 更に重複運行区間をシティ・オブ・ポートランド(City of Portland)、シティ・オブ・デンバー(City of Denver)と統合
- 1971年: 全米鉄道旅客輸送公社・アムトラック(National Railroad Passenger Corporation)の発足により、運行終了。

### 1946年10月28日の編成（シカゴ発ロサンゼルス行き・ロサンゼルス到着時）
| 使用車両    | 車両愛称・形式  | 車種                             |
| ----------- | --------------- | -------------------------------- |
| UP7856      | 4-8-2蒸気機関車 | 蒸気機関車                       |
| UP2260      |                 | バゲージ・メール（荷物・郵便車） |
| UP2151      |                 | ストレージ・メール（郵便車）     |
| UP5629      |                 | バゲージ（荷物車）               |
| UP5209      |                 | コーチ（座席）                   |
| UP437       |                 | コーチ                           |
| UP412       |                 | コーチ                           |
| UP424       |                 | コーチ                           |
| UP3617      |                 | ダイニング                       |
| UP3581      |                 | ビュッフェ・ラウンジ車           |
| Pullman3065 |                 | ツーリスト・カー（14セクション） |
| Pullman3021 |                 | ツーリスト・カー（14セクション） |
| Pullman3049 |                 | ツーリスト・カー（14セクション） |
| Pullman3132 |                 | ツーリスト・カー（14セクション） |
| Pullman3002 |                 | ツーリスト・カー（14セクション） |
| Pullman3009 |                 | ツーリスト・カー（14セクション） |